# Nicolas Schlumberger
Nicolas Schlumberger, né le 28 juin 1782 à Mulhouse et mort le 16 janvier 1867 à Guebwiller, est un industriel alsacien, père de l'industrie textile à Guebwiller, fondateur de la société Nicolas Schlumberger et Compagnie .

## Biographie
Nicolas Schlumberger est issu d'une famille d’industriels. Ses parents Pierre Schlumberger et Catherine Hartmann appartiennent tous deux à de vieilles familles originaires de Mulhouse, où son père est fabricant d'indiennes. 
À l'âge de 15 ans, après la mort de sa mère, il part étudier en Suisse, à Vevey. Il fait ensuite son apprentissage dans l'entreprise « Jean Hofer et Cie » dont son père est l'un des associés. Il effectue par la suite de nombreux voyages en Angleterre, où il découvre l’application des méthodes industrielles dans la production textile. 
Dès 1806, il projette de fonder sa propre industrie et est attiré par la vallée de Guebwiller pour l'abondance de sa main d'œuvre et l'existence d'une énergie hydraulique facile à maîtriser. En 1808, il épouse Élisabeth Bourcart. C'est la fille d’un industriel suisse de la région de Zurich, Jean Henri Bourcart (1758-1820) établi  à Wesserling dans la vallée de Saint-Amarin  et gérant d’une manufacture de toiles imprimées depuis 1795.
Il acquiert la même année un vieux moulin à foulon dit « Bleichenmühle » situé en amont de la ville sur le  canal de dérivation de la Lauch.
En 1810, associé à son beau père, il installe sa première filature de coton à Guebwiller. Il développe jusqu’à son retrait, ses activités industrielles dans le domaine de la filature et de la construction de machines textiles et s’impose comme la figure majeure de l'industrie du textile à Guebwiller.
En 1865, malade, il se retire des affaires et laisse la direction de son entreprise à ses fils.
Nicolas Schlumberger meurt le 16 janvier 1867.

### L'industriel
Nicolas Schlumberger commence son activité industrielle en 1808 avec l'acquisition de la Bleichenmühle. Deux ans après, il construit une première filature de coton de 10 000 broches à proximité de ce moulin, en association avec son beau père Jean Henri Bourcart sous la raison sociale N. Schlumberger et Cie (NSC). 
En 1818, à la suite de plusieurs voyages en Angleterre d'où il rapporte les plans de machines textiles cousues dans la doublure de ses habits, il se lance dans  la construction de ses propres  machines-outils  textiles et installe la première machine à vapeur du Florival.
La même année, Nicolas Schlumberger s’assure 50 % des parts et décide de développer son activité textile en élargissant son association à son frère Daniel et à son beau frère Jean-Jacques Bourcart. 
En 1822, une nouvelle filature dotée des premières Mule-Jennies voit le jour. En 1825, l’atelier de construction mécanique est agrandi afin de permettre la vente à d’autres usines. Le souci de l’innovation technique est permanent chez Nicolas Schlumberger qui est constamment attentif à la modernisation de l’outillage de ses fabriques. Ceci lui permettra de supplanter l’autre géant industriel guebwillerois du textile, l’entreprise Ziegler Greuter qui compte près de 2 000 employés à la même époque mais qui ne survivra pas à la grande crise de l’industrie cotonnière de 1826.
Cette modernisation est assurée par le recrutement d’ingénieurs innovants et compétents.
En 1818, Jean-François Grün dirige l’atelier de construction de machines. Il fondera en 1832 sa propre usine de construction mécanique à Guebwiller, à proximité des usines de Bary (actuel Lycée Théodore Deck). 
En 1832, De Jongh, né à Amsterdam et formé en Angleterre (où il dirige des usines de construction mécanique à Manchester participe à la mise au point de la version automatisée  de la mule-jenny de Crompton) qui permet à Schlumberger d’introduire les premières self-acting mule-jenny dans ses ateliers et qui fondera sa propre filature à Lautenbach.  
En 1840, l’ingénieur mulhousien Josué Heilmann met au point à Guebwiller la première peigneuse mécanique, dont le brevet est déposé en 1843 par l’entreprise NSC et qui est encore utilisée de nos jours.
Les établissements Schlumberger s’imposent rapidement sous la Restauration comme les plus importants de Guebwiller et même d’Alsace par le nombre de leurs  employés qui passent de 250 en 1810 à 800 en 1825 et plus de mille après 1830.

### Carrière politique
En 1820, il entre au conseil municipal de Guebwiller dont il est pendant 45 ans un membre très actif et très influent. 
De 1819 à 1861, il  est conseiller général du Haut-Rhin avec une courte éclipse sous la IIe République, Conseil qu’il présidera même de 1832 à 1833.
En parallèle de ces mandats électifs, il est aussi extrêmement actif en tant que membre et président de la Délégation cantonale  de l’instruction publique, du Comice agricole du canton de Guebwiller où il s’investit dans le développement de la viticulture et de l'irrigation et du conseil des inspecteurs du travail. En 1855, il est nommé Officier de la Légion d'honneur.

### Philanthropie
Protestant calviniste, libéral  et membre  d’une loge de franc-maçonnerie mulhousienne, Nicolas Schlumberger met également sa fortune au service de l’amélioration des conditions de vie de ses ouvriers. Dans le sillage de son beau frère et associé Jean-Jacques Bourcart, il s’engage dans le développement d’une protection sociale à travers la création de nombreuses associations  mutuelles couvrant les risques liés à la maladie, aux accidents et à la vieillesse. Ce système d’assurance est complété par une coopérative d’achat de produits de première nécessité en 1830 et par une caisse du pain gérée par les ouvriers eux-mêmes. Il finance aussi la construction d'écoles et d'ateliers de secours pour les ouvriers malades. En 1848, l’entreprise Schlumberger compte quatre organismes de solidarité. « Des fabricants du Haut-Rhin signalèrent eux-mêmes, dès l'année 1827, le dépérissement rapide des enfants dans les manufactures de coton. M. Jean-Jacques Bourcart, copropriétaire de la belle filature de MM. Nicolas Schlumberger et compagnie, appela le premier l'attention de la Société Industrielle de Mulhouse sur une aussi importante question. » L. R. Villermé, Tableau de l’état physique et moral des ouvriers… (1840)